# Jerome (Idaho)
Jerome es una ciudad ubicada en el condado de Jerome en el estado estadounidense de Idaho. En el año 2010 tenía una población de 10.890 habitantes y una densidad poblacional de 1.312,05 personas por km².

## Geografía
Jerome se encuentra ubicado en las coordenadas 42°43′29″N 114°31′3″O / 42.72472, -114.51750. Según la Oficina del Censo, la localidad tiene un área total de 1 km² (0,38610039 mi²), de la cual 8,3 km² (3,2 mi²) es tierra y 0 km² (0 mi²) (0.0%) es agua.

## Demografía
En el 2000 la renta per cápita promedia del hogar era de $30,074, y el ingreso promedio para una familia era de $34,046. En 2000 los hombres tenían un ingreso per cápita de $26,000 contra $19,162 para las mujeres. El ingreso per cápita para la localidad era de $13,023. Alrededor del 15.5% de la población estaba bajo el umbral de pobreza nacional.